# Don Redman
Don Redman (* 29. Juli 1900 in Piedmont, West Virginia als Donald Matthew; † 30. November 1964 in New York City) war ein US-amerikanischer Jazz-Musiker (Saxophon, Klarinette, Gesang), Arrangeur und Komponist. Aufgrund seiner für die damaligen Zeit sehr soliden Ausbildung als Arrangeur hatte er einen großen Einfluss auf andere Jazzmusiker.

## Leben und Wirken
Redman lernte schon mit drei Jahren Trompete, mit sechs Jahren spielte er das erste Mal in einer Band und mit zwölf Jahren spielte er eine Reihe Blasinstrumente wie Trompete und Oboe, aber auch Klavier. Er studierte am Storer’s College in Harper’s Ferry und am Boston Conservatory. Nachdem er Mitglied von Lois Deppes Serenaders war, schloss er sich 1923 Billy Page’s Broadway Syncopaters in New York an.
Im Jahre 1924 wurde er Mitglied des Fletcher Henderson Orchesters, wo er hauptsächlich Klarinette und Saxophon spielte. Schon 1924 nahm er in dieser Band den ersten Scatgesang der Jazzgeschichte („My Papa Doesn't Two-Time No Time“) auf. Bald unterstützte er Henderson beim Schreiben von Arrangements. Ihre Arbeit war stilbildend für den Bigband-Swing.
1927 trat er den McKinney’s Cotton Pickers aus Detroit bei, bei denen er bis 1931 spielte und arrangierte. Daneben war er im Dezember 1928 auch auf Aufnahmen von Louis Armstrong und dessen Savoy Ballroom Five zu hören. 1931 gründete er seine eigene Band, die lange im bekannten Jazzclub Connie’s Inn in Manhattan auftrat. Er bekam einen Plattenvertrag mit Brunswick Records und hatte auch einige Radioauftritte. Redmans Kompositionen wurden auch für den Soundtrack eines Betty-Boop-Cartoons („I Heard“) ausgewählt. Mit „Chant of the Weed“ hatte er 1931 auch einen ersten Hit in den Billboard-Charts (#15).
Bekannte Musiker seiner Band waren u. a. Sidney De Paris (Trompete), Edward Inge (Klarinette) und Sänger Harlan Lattimore, auch bekannt als der „schwarze Crosby“. Nebenbei arrangierte er für andere Bandleader wie Paul Whiteman, Isham Jones, Ben Pollack und Bing Crosby.
1937 experimentierte Redman mit dem Re-Arrangement von alten Popklassikern für das Variety Label. Ende 1938 nahm er für Bluebird wieder unter eigenem Namen auf; „Margie“ wurde im Januar 1939 der letzte Hit von sieben unter Redman notierten. 1940 löste er sein Orchester auf und konzentrierte sich auf das freischaffende Schreiben von Arrangements für andere Künstler wie Jimmy Dorsey, Jimmy Lunceford, Count Basie und Harry James. Er organisierte 1946 die erste amerikanische Band, die nach dem Krieg wieder auf Europatournee ging und der Musiker wie Don Byas und Tyree Glenn angehörten.
Im Jahre 1949 hatte er eine Show auf CBS, in den 1950er Jahren arbeitete er als Leiter der Band für die Sängerin Pearl Bailey. Dann trat er kaum noch öffentlich auf, spielte 1958/59 noch einmal auf, um sich sonst seinen ausgedehnten Kompositionen zu widmen (die nie veröffentlicht wurden).
Er ist der Onkel von Dewey Redman und der Großonkel von Joshua Redman.

## Diskographische Hinweise
- For Europeans Only (SteepleChase Records, 1946, ed. 1983)
- Swiss Radio Days: Geneva 1946 (TCB, ed. 1999)

## Lexigraphische Einträge
- Richard Cook Jazz Encyclopedia London 2007; ISBN 978-0-141-02646-6
- Leonard Feather, Ira Gitler: The Biographical Encyclopedia of Jazz. Oxford University Press, New York 1999, ISBN 0-19-532000-X.
- Wolf Kampmann (Hrsg.), unter Mitarbeit von Ekkehard Jost: Reclams Jazzlexikon. Reclam, Stuttgart 2003, ISBN 3-15-010528-5.